# Briaucourt, Haute-Marne
Briaucourt, là một xã thuộc tỉnh Haute-Marne trong vùng Grand Est đông bắc nước Pháp.